# Bantém
Bantém (Banten) ou Bantão é uma província da Indonésia, localizada no extremo ocidental da ilha de Java. Sua capital é Serang.
A província foi criada em outubro de 2000, ao ser desmembrada de Java Ocidental.